# مارسلینو پرز
مارسلینو پرز (انگلیسی: Marcelino Pérez؛ زادهٔ ۱۳ اوت ۱۹۵۵) بازیکن فوتبال اهل اسپانیا است.
از باشگاه‌هایی که در آن بازی کرده‌است می‌توان به باشگاه فوتبال اتلتیکو مادرید و باشگاه فوتبال سابادل اشاره کرد.
او همچنین در تیم‌های ملی فوتبال زیر ۱۸ سال اسپانیا، زیر ۲۱ سال اسپانیا، Spain B national football team، و اسپانیا بازی کرده‌است.